# Андронов, Серафим Васильевич
Серафи́м Васи́льевич Андро́нов (1879/1880 — после 1917) — член III Государственной думы от Пензенской губернии.

## Биография
Родился 27 декабря 1879 (8 января 1880) года. Сын купца, личный почетный гражданин. Землевладелец Керенского уезда Пензенской губернии (1379 десятин).
Первоначальное образование получил в Краснослободской прогимназии, откуда в 1893 году поступил в 3-й класс Нижегородского дворянского института, который окончил в 1898 году. Поступил в Московский университет, сперва на физико-математический, а затем на юридический факультет, который и окончил в 1904 году. Воинскую повинность отбывал в 1-й гренадерской артиллерийской бригаде, 4 декабря 1906 года был произведен в прапорщики запаса полевой пешей артиллерии по Московскому уезду.
До избрания в Государственную думу занимался адвокатурой и был помощником присяжного поверенного.
В 1907 году был избран членом III Государственной думы от Пензенской губернии. Входил во фракцию октябристов. Состоял товарищем секретаря комиссии по судебным реформам (в 4-ю сессию), а также членом комиссий: финансовой и по направлению законодательных предположений.
С началом Первой мировой войны был призван в 1-ю тяжелую артиллерийскую бригаду, где был командиром 3-го взвода 2-го дивизиона. Награжден орденом Св. Станислава 3-й степени с мечами и бантом (ВП 25.11.1915). Судьба после 1917 года неизвестна.
Его младший брат Владимир (1881—?) также окончил Нижегородский дворянский институт (1899) и Московский университет, до революции был управляющим поместьем в Тамбовской губернии. В 1925 году проживал в Москве, был арестован по делу митрополита Петра (Полянского), содержался в Бутырской тюрьме, был освобожден под подписку о невыезде (в 1926 году дело было прекращено).